# Tetabiate
Tetabiate är en ort i Mexiko.   Den ligger i kommunen San Ignacio Río Muerto och delstaten Sonora, i den västra delen av landet, 1 400 km nordväst om huvudstaden Mexico City. Tetabiate ligger 11 meter över havet och antalet invånare är 492.
Terrängen runt Tetabiate är mycket platt. Runt Tetabiate är det glesbefolkat, med 12 invånare per kvadratkilometer. Närmaste större samhälle är San Ignacio Río Muerto, 8,2 km öster om Tetabiate. Trakten runt Tetabiate består till största delen av jordbruksmark.